# متال گیر آرکید
متال گیر آرکید (به انگلیسی: Metal Gear Arcade) یک بازی ویدئویی تیراندازی سوم شخص مخفی‌کاری است که توسط کوجیما پروداکشنز در سال ۲۰۰۸ برای کنسول پلی‌استیشن ۳، و در ۲۰ دسامبر ۲۰۱۰ برای دستگاه‌های بازی آرکید و به‌طور انحصاری تنها در کشور ژاپن عرضه شده است. این بازی ابتدا در کنفرانس مطبوعاتی کونامی در ای۳ ۲۰۰۹ رونمایی گردید و این مسئله مشخص شد که این بازی دوباره‌سازی و تکرار نسخه متال گیر آنلاین است.